# Ломбардская лига

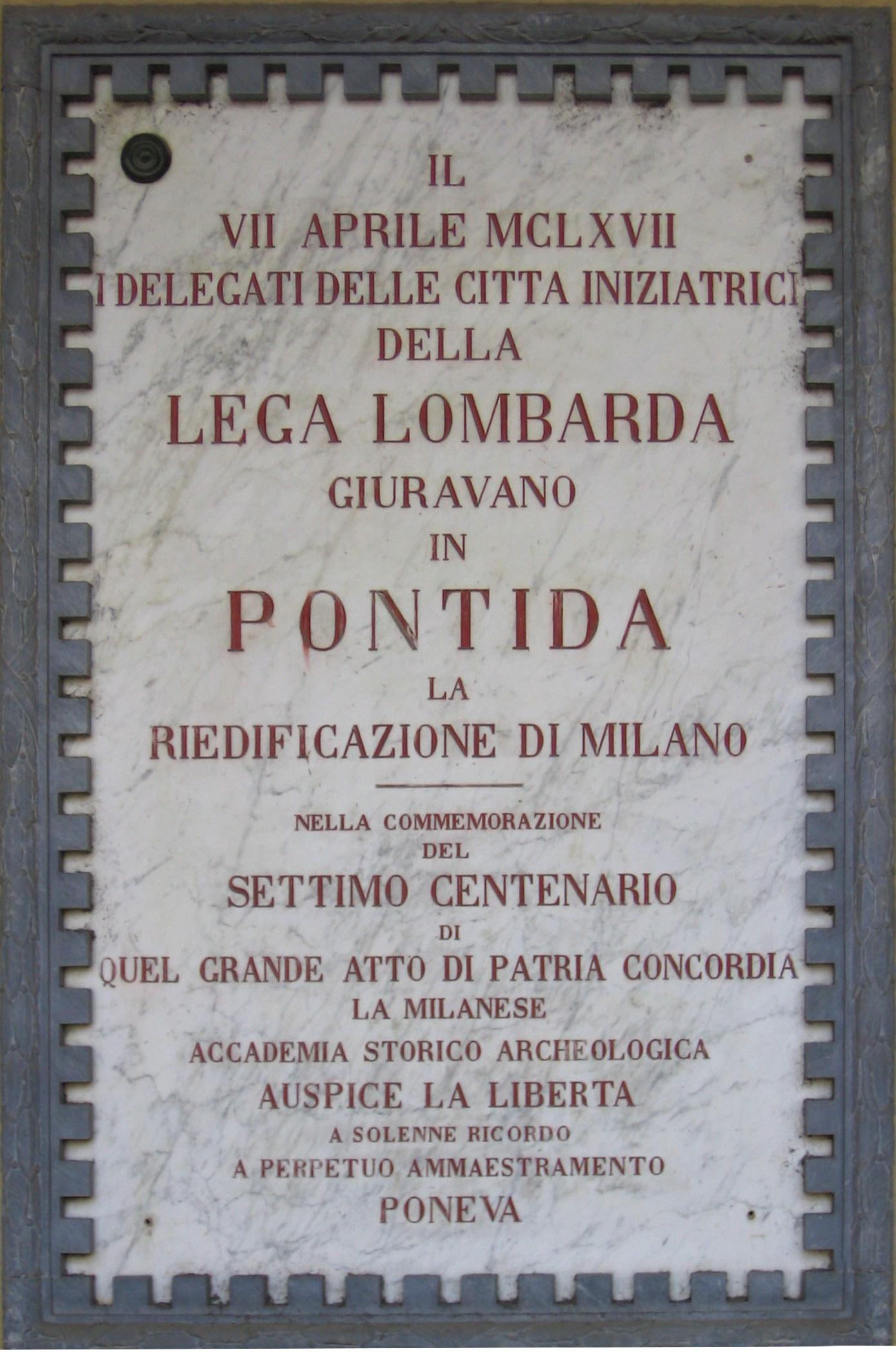
Мемориальная доска в Понтиде в память о создании Ломбардской лиги.

Ломба́рдская ли́га (итал. Lega Lombarda), Ломбардский союз городов — союз (лига) из шестнадцати североитальянских городов (состав союза городов не был постоянным) в противостоянии со Священной Римской империей, за городские вольности.

## Первая Ломбардская лига
Лига была создана 7 апреля 1167 года в монастыре Понтида. Её учредителями были муниципалитеты городов — Милан, Лоди, Феррара, Парма и Пьяченца. Договор между городами был подписан на 20 лет для борьбы с императором Священной Римской империи против его господства в ломбардских городах. В течение апреля — декабря 1167 года к Лиге присоединились и другие города Италии.
В битве при Леньяно в 1176 году Ломбардская лига силами городских ополчений наголову разбила рыцарей Фридриха I Барбароссы, вынудив императора в 1183 году признать самостоятельность городов Лиги. В 1198 году Ломбардская лига была возобновлена на 10 лет.

### Участники первой Лиги
- Милан — с 7 апреля 1167 года;
- Пьяченца — с 7 апреля 1167 года;
- Феррара — с 7 апреля 1167 года;
- Лоди — с 7 апреля 1167 года;
- Парма — с 7 апреля 1167 года;
- Кремона;
- Мантуя;
- Бергамо;
- Брешиа;
- Болонья;
- Падуя;
- Тревизо;
- Виченца;
- Венеция;
- Верона.

## Вторая Ломбардская лига

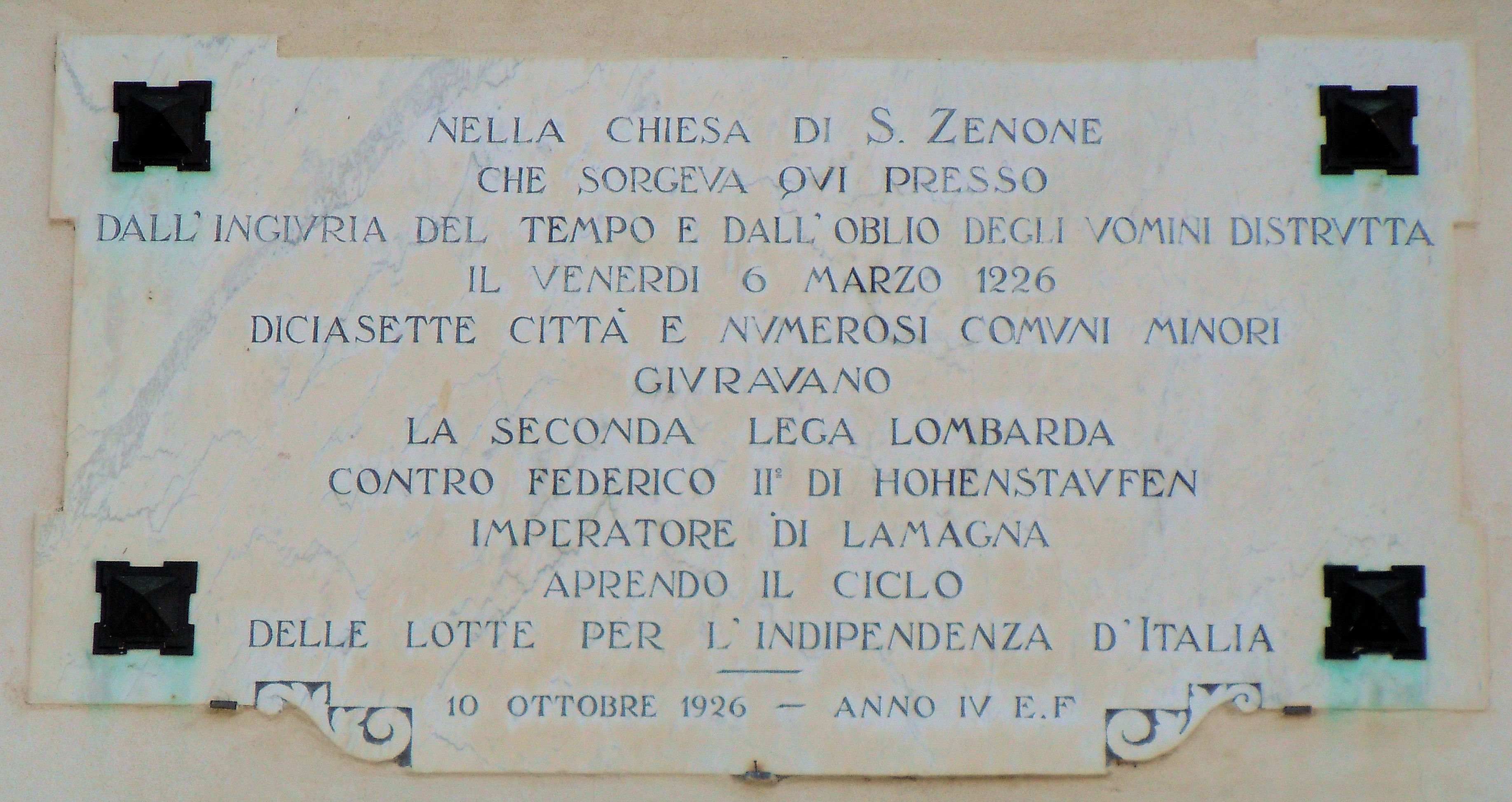
Мемориальная доска, установленная в Мосио 10 октября 1926 года в память учреждения Второй Ломбардской лиги

30 июля 1225 года император Фридрих II Штауфен назначил на Пасху 1226 года в Кремоне, доказавшей свою преданность Священной Римской империи, хофтаг, пригласив для участия подеста ломбардских городов и включив в повестку дня вопросы о восстановлении имперских прав в Ломбардии, подготовке крестового похода и борьбе с ересью.
При посредничестве папы Гонория III состоялись многомесячные секретные переговоры, по итогам которых 2 марта 1226 года в Мосио (ныне это фракция коммуны Аккуанегра-сул-Кьезе) делегаты Милана, Болоньи, Брешии, Бергамо, Турина, Виченцы, Падуи и Тревизо подписали соглашение об очередном продлении союза ещё на 11 лет (в историографии принято с этого момента отсчитывать хронологию так называемой Второй Ломбардской лиги, хотя с юридической точки зрения она не являлась новым образованием). Позднее к Лиге присоединились Фаэнца, Крема, Феррара, Верчелли, Лоди, Алессандрия, Пьяченца и Верона.
Крупнейшая победа коалиции была достигнута в битве при Фоссальте (1249), в результате которой пленником Болоньи стал бастард императора, король Энцо. Вторая Ломбардская лига распалась в 1250 году после смерти Фридриха II Штауфена.